# جویریه بنت حارث
جویریه بنت حارث (به عربی: جويرية بنت الحارث) همسر محمد پيامبر اسلام بود.

## خانواده
او دختر حارث بن‌ ابی‌ضرار بن حبیب بن عائض بن مالک‌ بن مصطلق بن سعید بن عمرو بن ربیعه بن حارثه بن خزاعه بود. نام اصلی او بّرة بود و محمد نام او را به جویریه تغییر داد. پدرش رئيس قبیله بنی‌مصطلق از شاخه های قبیله خزاعه بود. او قبل از ازدواج با محمد، با پسر عمویش که در بیشتر منابع نامش مسافع بن صفوان ذکر شده ازدواج کرد. او در جنگ مریسیع کشته شد. این ازدواج بدون فرزند بود.
او شاهزاده قبیله‌ای از اعراب و دختر بزرگ بنی مصطلق بود. وی طی حمله مسلمانان به قبیله بنی‌مصطلق در سال ۶۲۷ میلادی به اسارت درآمد. با وجود اینکه نزدیکانش می‌خواستند خون‌بهایش را بپردازند، وی مسلمان شد. محمد جویریه را آزاد و با وی در همان سال ازدواج کرد. در مراسم ازدواج محمد و جویریه، محمد و سربازانش ۱۰۰ نفر از خویشاوندان جویریه را آزاد کردند.